# Bibiczanka
Bibiczanka – potok, dopływ Białuchy o długości 7,94 km i powierzchni zlewni 10,86 km².
Potok płynie w województwie małopolskim. Wypływa w północnej części Bibic na wysokości ok. 300 m n.p.m., w pobliżu granicy miejscowości z Wolą Zachariaszowską. Przepływa przez Bibice oraz Kraków, wpada do Białuchy (Prądnika) na terenie dzielnicy Prądnik Biały.
Dolina potoku ma budowę asymetryczną (strome lewe zbocza, łagodne prawe), ponieważ leży na uskoku tektonicznym. Według regionalizacji fizycznogeograficznej wzdłuż potoku przebiega granica dwóch makroregionów – Wyżyny Krakowsko-Częstochowskiej (341.3) i Niecki Nidziańskiej (342.2) – oraz odpowiednio dwóch mezoregionów: Wyżyny Olkuskiej (341.32) i Płaskowyżu Proszowickiego (342.23).